# Homaspis cristata
Homaspis cristata är en stekelart som beskrevs av Barron 1990. Homaspis cristata ingår i släktet Homaspis och familjen brokparasitsteklar. Inga underarter finns listade i Catalogue of Life.